# Neituri kanal
Neituri kanal (fi. Neiturin kanava) är en kanal i Konnevesi kommun som förbinder sjöarna Keitele och Konnevesi. Neituri bildar tillsammans med Kiesmä och Kerkonkoski kanaler rutten Keitele–Iisvesi–Pielavesi.
Kanalen är 980 meter lång, har en sluss och en höjdskillnad på 4,00–4,30 meter. Kanalen byggdes åren 1918–1926.